# Leonardo Quirini

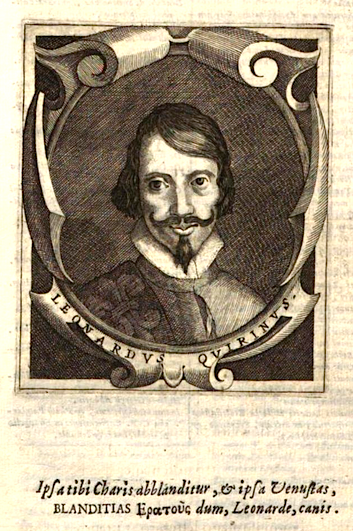
Leonardo Quirini (incisione in Le glorie degli Incogniti, 1647)

Stemma Querini

Leonardo Quirini, anche Querini, talvolta Quirino (Venezia, fine XVI secolo – Venezia?, seconda metà del XVII secolo) è stato un poeta italiano di estrazione marinista.

## Biografia
Di antico e aristocratico casato veneziano, nacque sul finire del Cinquecento, dal patrizio Matteo. Studiò presso i padri Somaschi e fu accademico degli Incogniti. Morì nella seconda metà del secolo.

## Opera
Pubblicò un volume di versi intitolato Vezzi d’Erato, poesie liriche di Leonardo Quirini nobile veneto (Venezia, Giovan Giacomo Hertz, 1649, riedito nel 1653), in cui confluì anche Il Narciso, idillio già stampato a Venezia nel 1612. Di lui Le glorie degli Incogniti menziona altre tre opere, rimaste probabilmente allo stato di manoscritti: La galeria de’ principi romani, Le delizie dell’ingegno e La purità della lingua, in tre libri.

Sulla natura e la genesi dei Vezzi d’Erato è il caso di citare quanto scrive il loro autore nella prefazione dedicatoria all’amico lucchese Michelangelo Torcigliani (del quale si professa ammiratore e amico d’antica data):
"Le materie (eccetto alcune poche) sono tutte amorose. Testimonio bastevole per dichiarare in qual età le abbia prodotte, send’elleno a poco a poco cresciute (gemelle della mia giovanezza) con gli anni più floridi, stagione nella quale, come riscaldata dal sole della amorosa Venere, troppo è dolce l’adacquare i germogli dell’intelletto colle stille dell’Ippocrene. Avea diliberato di restituirle a’ suoi principî, come dirivate da fiamme, o di tuffar almeno il torbido de’ loro splendori nel fiume della dimenticanza: ma per non mostrare d’essermi fermato nel mondo più come statua che come uomo, ho alla fine ammendata l’asprezza della risoluzione colla maturità del consiglio, lasciando tanto più volentieri inducermi dagli amatori delle mie fatiche alla pubblicazione di esse".
I Vezzi d’Erato raccolgono poesie di vario metro, nelle quali gli stilemi di un marinismo d’ascendenza tassiana si accompagnano a una vena melodica prossima a soluzioni chiabreriane. Il libro, in cui abbondano i madrigali, conta anche alcune poesie amorose per musica. I pochi componimenti di materia non amorosa sono invece riuniti in coda al volume, nella sezione “Le varie”, dopo un capitolo ternario indirizzato da Pietro Michiele all’autore e la risposta di quest’ultimo.

## Un testo esemplificativo
O tu ch’in nere spoglie
del gran padre de’ ritmi e de’ concenti
l’essequie rinovelli e le mie doglie,
segui gli uffici tuoi dolenti e mesti,
ma pian, sì che no ’l desti:
ch’egli estinto non è, come tu pensi,
ma stanco dal cantar dà al sonno i sensi.
(Leonardo Quirini, In morte di Claudio Monteverde, padre della musica)